# 三国山 (神奈川県・山梨県・静岡県)
三国山（みくにやま）は丹沢山地の西端、神奈川県・山梨県・静岡県の境に位置する山である。

## 概要
神奈川（相模国）・山梨（甲斐国）・静岡（駿河国）の三国の境に位置することから三国山と呼ばれる。三国の境は山頂より約500m東側の標高1,320m余りの中腹にあり、標高1,343mの山頂部は山梨県・静岡県境に位置する。
三国の境からは西・北・東の3方向に尾根が伸びている。西側は三国山稜と呼ばれる山梨・静岡県境をなす尾根であり、富士山麓の籠坂峠へ伸びる。北側の稜線は丹沢山地の脊梁部にあたる丹沢主稜（甲相国境尾根）で、三国峠、鉄砲木ノ頭、高指山へと連なり、途中で進路を東に変え、遠く山地中央部の檜洞丸、蛭ヶ岳へと伸びる。東側は神奈川・静岡県境をなす県境尾根で、湯船山、不老山へと伸びる。
山頂周辺はブナやミズナラなどが生い茂る樹林帯であるため、展望は良くないが、北側に位置する甲相国境尾根の鉄砲木ノ頭や高指山などは山中湖と富士山が望める好展望の山として知られており、当山と合わせたハイキングコースは森林浴と展望が楽しめるコースとして人気がある。三国山稜は樹林帯の穏やかな尾根が続き、静かな山歩きができる。アザミ平では火山礫の原が広がり、秋にはマツムシソウやフジアザミが咲き乱れる。

## 周辺の山など
- 鉄砲木ノ頭(1,291 m)
- 切通峠(1,044 m)
- 高指山(1,174 m)
- 明神峠(900 m)
- 明神山(976 m)
- 湯船山(1,041 m)
- 楢木山(1,353 m)
- 大洞山(1,384 m)